# Breguet Bre 410
Le Breguet 410 est un projet d’avion militaire de l’entre-deux-guerres réalisé en France par la Société anonyme des ateliers d’aviation Louis Breguet. Il n’a pas débouché sur une adoption officielle et une fabrication en série, seulement la réalisation de deux prototypes, plusieurs fois modifiés.